# Evangelische Stadtakademie Düsseldorf

Haus der Kirche in Düsseldorf, 2025

Die Evangelische Stadtakademie Düsseldorf ist eine im Jahr 1968 gegründete Einrichtung der kirchlichen Erwachsenenbildung in Düsseldorf und des dortigen Kirchenkreises. Ihren Sitz hat sie im „Haus der Kirche“ in der Hohe Straße. Sie ist Teil des Evangelischen Erwachsenenbildungswerks (ebb) Nordrhein.

## Selbstverständnis und Inhalte
Die Akademie versteht sich als ein offenes Diskussionsforum. Die Angebote der Akademie sollen lebensnah und thematisch aktuell sein. In der Tradition protestantischer Bildungsverantwortung will die Stadtakademie zur Stärkung der individuellen Persönlichkeit beitragen. Auch unterstützt sie Menschen bei der bewussten Gestaltung des öffentlichen Lebens.
Die Arbeitsschwerpunkte der Akademie sind Theologie, Philosophie, Religionswissenschaft, Interreligiöser Dialog, Kultur, Psychologie, Politik und Naturwissenschaften.
Zu Gast in der Akademie waren in den zurückliegenden Jahren u. a. Norbert Lammert, Antje Vollmer, Paul Kirchhof, Heinrich Bedford-Strohm, Bärbel Wartenberg-Potter, Gerd Theissen, Christoph Markschies, Anselm Grün, Angelika Neuwirth, Navid Kermani, Konrad Beikircher.

## Leitung und Kooperationen
Leiterin der Akademie ist Gabriela Köster. Die Akademie kooperiert mit anderen Bildungseinrichtungen in der Stadt wie etwa der Volkshochschule Düsseldorf, der Gesellschaft für Christlich-Jüdische Zusammenarbeit e.V., dem ASG-Bildungsforum, dem Maxhaus und der Zentralbibliothek im KAP1 sowie den Städtischen Kunstmuseen.

## Förderverein
Die Evangelische Stadtakademie wird ideell und finanziell unterstützt von ihrem Förderverein „Philia e.V.“.